# Villa Grande
Villa Grande är namnet på en egendom på Bygdøy i Oslo. Huset påbörjades 1917 efter ritningar av arkitekterna Christian Morgenstierne och Arne Eide för Sam Eyde, grundare av Norsk Hydro. Det ofullbordade huset togs senare över av norska staten. 1941 inreddes det som bostad för Maria och Vidkun Quisling, och de bodde där fram tills han arresterades 1945. Under denna period kallades villan Gimle. 
Efter att Maria Quisling kastades ut, tog överbefälhavaren i Norge, general Andrew Thorne, tillsammans med sin stab över Villa Grande som huvudkontor från 22 maj 1945 och hade sitt huvudkontor där fram till 31 oktober då han återvände till Storbritannien.
I Villa Grande finns idag Center för studier av förintelsen och religiösa minoriteter (Förintelsecentret).

## Kulturminne
Villa Grande är kulturminne och har nummer 90331 i Riksantikvarens kulturminnesbas.